# Peavey
Peavey Electronics – amerykańska firma produkująca niemal wszystkie elementy toru audio takie jak konsolety mikserskie, miksery z końcówkami mocy, wzmacniacze mocy, kolumny głośnikowe, mikrofony, etc.
Peavey produkuje również instrumenty muzyczne i wzmacniacze instrumentalne dla gitarzystów, basistów czy klawiszowców oraz gitary (zarówno akustyczne jak i elektryczne), gitary basowe, syntezatory, sterowniki MIDI oraz perkusje. Produkty tej firmy były lub są nadal używane przez wielu muzyków światowej sławy, min: Eddie Van Halen, Joe Satriani, David Ellefson, Mille Petrozza, Jeff Loomis, Max Cavalera, Paul Gray, In Flames, Mike Kroeger, Jerry Cantrell.